# Hương Nghiêm Trí Nhàn
Hương Nghiêm Trí Nhàn (zh: 香嚴智閑, xiāngyán zhìxián, ja: kyōgen chi-kan, ?-898) là Thiền sư Trung Quốc đời Đường. Sư thuộc Quy Ngưỡng Tông đời thứ hai, nối pháp Thiền Sư Quy Sơn Linh Hựu. Cơ duyên ngộ đạo của sư khá đặc biệt, vì vậy nó được nhắc rất nhiều trong các tùng lâm Thiền Tông. Đây là một ví dụ về phong cách giáo hoá độc đáo của các vị Tổ Thiền Tông. 

## Cơ duyên và hành trạng
Sư quê ở Thanh Châu. Từ nhỏ sư đã chán cảnh trần thế, sư bèn đi xuất gia và đến tham vấn học đạo ở nhiều nơi.
Đầu tiên, sư đến tham học nơi Thiền Sư Bách Trượng Hoài Hải. Sư học rộng hiểu nhiều, thông suốt nhiều kinh điển, biện luận vô ngại nhưng chưa được ngộ đạo. Sau khi Bách Trượng thị tịch sư đến ở với pháp huynh là Thiền Sư Quy Sơn Linh Hựu (đại đệ tử của Bách Trượng) - Tổ sáng lập Tông Quy Ngưỡng.
Một hôm, sư đến tham vấn Quy Sơn, Quy Sơn hỏi: "Ta nghe sư đệ ở chỗ Tiên sư Bách Trượng thông minh lanh lợi, nhưng ta không hỏi đệ về chỗ học bình sinh, cũng không hỏi về kinh sách. Giờ đây hãy nói thử một câu khi cha mẹ chưa sinh xem". Sư không đáp được, bèn về lật tìm hết các kinh sách nhưng vẫn không giải quyết được mối nghi tình này. Sư tự than rằng: "Bánh vẽ chẳng no bụng đói.Rồi đến xin Quy Sơn chỉ bảo, nhưng bị Quy Sơn từ chối bảo: "Nếu ta nói sư đệ sau này sư đệ sẽ mắng ta, vì ta nói là việc của ta, liên hệ gì đến sư đệ?". Sư tự than trách bản thân mình yếu kém, tự nói: "Đời này không học Phật pháp nữa, làm tăng thường lo cơm lo cháo để khỏi nhọc tâm". Sư về thất đốt hết sách vở rồi đến từ biệt Quy Sơn ra đi.
Sư vân du đến Núi Nam Dương (Nơi di tích của Quốc Sư Nam Dương Huệ Trung). Ở tại đây, sư hàng ngày làm ruộng, quét dọn tháp mộ của Quốc sư và chuyên tâm tu hành. Một hôm khi đang quét lá, một viên sỏi bay đụng trúng khóm tre gây tiếng vang lớn. Sư chợt đốn ngộ liền phá lên cười. Rồi trở về thất tắm gội thấp hương, nhắm về hướng Quy Sơn mà đỉnh lễ để cảm tạ. Sư có làm bài kệ khai ngộ (Trúc Thiên dịch Việt):
Hán văn:
一擊忘所知
更不假修治
動容揚古路
不墮悄然機
處處無蹤跡
聲色外威儀
諸方達道者
咸言上上機
Nguyên văn:
Nhất kích vong sở tri
Cánh bất giả tu trị
Động dung dương cổ lộ
Bất đoạ tiểu nhiên cơ
Xứ xứ vô tung tích
Thanh sắc ngoại uy nghi
Chư phương đạt đạo giả
Hàm ngôn thượng thượng cơ.
Dịch Việt:
Tiếng dội lùm tre quên sở tri
Có gì đối trị giả tu trì
Đổi thay thần sắc nêu đường cổ
Nếp cũ tiêu điều chẳng trệ si
Chốn chốn dạo qua không dấu vết
Sắc thanh nào nhiễm được uy nghi
Mười phương đạt giả đều như vậy
Tối thượng là đây biết nói gì.

Sau khi nghe được bài kệ này, Quy Sơn liền ấn chứng sư đã ngộ. Nhưng Ngưỡng Sơn không đồng ý nên tìm đến để khảo sư. Sư bèn làm kệ để đáp Ngưỡng Sơn: 
Năm xưa nghèo chưa thật nghèo
Năm nay nghèo mới thật nghèo
Năm xưa nghèo vẫn còn có đất cắm dùi

Năm nay nghèo dùi cũng không.
Sau khi nghe bài kệ này, Ngưỡng Sơn bảo sư chỉ mới ngộ ý chỉ Như Lai Thiền chứ chưa ngộ ý chỉ Tổ sư Thiền và bảo sư làm bài kệ khác. Sư lại trình Ngưỡng Sơn bài kệ sau:
Ta có một cơ
Chớp mắt chỉ y
Nếu người chẳng hội

Riêng gọi Sa-di.
Sau khi nhận bài kệ này, Ngưỡng Sơn công nhận sư đã hoàn toàn triệt ngộ, thấu được ý chỉ của Tổ sư Thiền. 
Sau, sư về giáo hóa tại Hương Nghiêm, học chúng đến rất đông. Sư tùy cơ dạy chúng đơn giản, sư có làm trên 200 bài kệ ứng đối đơn giản không theo quy luật, các nơi truyền bá rất thịnh.
Sư thị tịch vào năm đầu (898) niên hiệu Quang Hóa (光化), vua ban thụy hiệu là Tập Đăng Thiền Sư (襲燈禪師).

## Pháp ngữ
Sư dạy chúng: "Ví như người leo lên cây cao, dưới là vực thẳm ngàn thước. Người ấy miệng ngậm cành cây, chân không đạp chỗ nào, tay không bám vào đâu. Chợt có người đến hỏi Ý Tổ sư từ Ấn Độ sang. Nếu mở miệng đáp thì mất mạng nát thân, bằng chẳng đáp thì phụ lòng người hỏi. Chính khi ấy phải làm sao?". Khi ấy có Thượng tọa Chiêu bước ra thưa: "Chẳng hỏi khi đã leo lên cây, lúc chưa leo lên cây thì thế nào?". Sư cười rồi thôi.

Công án này được xếp vào tắc thứ năm của tập Vô Môn Quan, theo nhiều Thiền sư đánh giá thì đây là một công án bí hiểm và ít người có thể lãnh hội được, vì nó khiến cho người tu hành không còn chổ để bám trụ vào bất cứ nơi đâu. Nó vượt lên mọi cách thức, lý lẽ thường tình. Dưới đây là nguyên văn công án, lời bình và kệ tụng của Thiền sư Vô Môn Huệ Khai trong Vô Môn Quan (bản dịch của Dương Đình Hỷ):
Tắc năm: HƯƠNG NGHIÊM LEO CÂY
Cử: Hòa thượng Hương Nghiêm nói: "Như người trên cây, mồm cắn vào cành cây, tay không vin vào cành, chân không đạp vào cây. Dưới cây có người hỏi ý tổ sư từ Tây sang. Không đáp thì phụ người hỏi. Nếu trả lời thì chôn thân mất mạng. Chính lúc đó phải làm sao?".
Lời bình: Dù có biện luận như nước chẩy cũng không dùng làm gì, giảng được bộ đại tạng kinh cũng vô dụng. Nếu chỗ này đáp được thì làm sống con đường đã chết, làm chết đi con đường đã sống. Nếu chưa đáp được thì chờ sau này hỏi Di Lặc.
Kệ tụng:
Hán văn
香 嚴 眞 杜 撰
惡 毒 無 盡 限
啞 卻 衲 僧 口
通 身 迸 鬼 眼
Nguyên văn
Hương Nghiêm chân đỗ soạn
Ác độc vô tận hạn
Á khước nạp tăng khẩu
Thông thân bính quỷ nhãn.
Dịch nghĩa
Hương Nghiêm thật bày đặt
Ác độc không thể lường
Khiến nạp tăng câm miệng

Toàn thân mắt quỷ giương.